# Thieulain
Thieulain est une section de la ville belge de Leuze-en-Hainaut située en Région wallonne dans la province de Hainaut. C'était une commune à part entière avant la fusion des communes de 1977.

## Évolution démographique
- Sources : INS, Rem. : 1831 jusqu'en 1970 = recensements, 1976 = nombre d'habitants au 31 décembre.

## Histoire
Thieulain était située au sud d'une voie romaine qui reliait Tournai à un poste militaire de Lahamaide. Au Moyen Âge, le Seigneur de Thieulain est parti en croisade à Jérusalem avec Godefroy de Bouillon. Par la suite, l'activité sera tournée essentiellement vers l'agriculture. Il s'agissait principalement de lin qui était lié en bottes et vendu sur les marchés régionaux. Par la suite, Thieulain se tourne vers la bonneterie. Des habitants tricotaient des bas de laine pour les commerces leuzois. En 1949, Max Venquier construit un récepteur de télévision et devient le premier à capter des émissions dans l'entité. Le centre du village abrite l'église Saint-Denis actuellement en rénovation. Ce bâtiment est constitué d'une simple nef romane agrandie deux fois[réf. nécessaire].

## Patrimoine et culture

### Culture

#### Événements
- La danse du roi[2], exécutée chaque année depuis 1590 au moins, le dernier Lundi de Juin[3].
- Le tir du roi.
- Chapiteau de la Jeunesse de Thieulain, le dernier week-end de juillet.

## Galerie

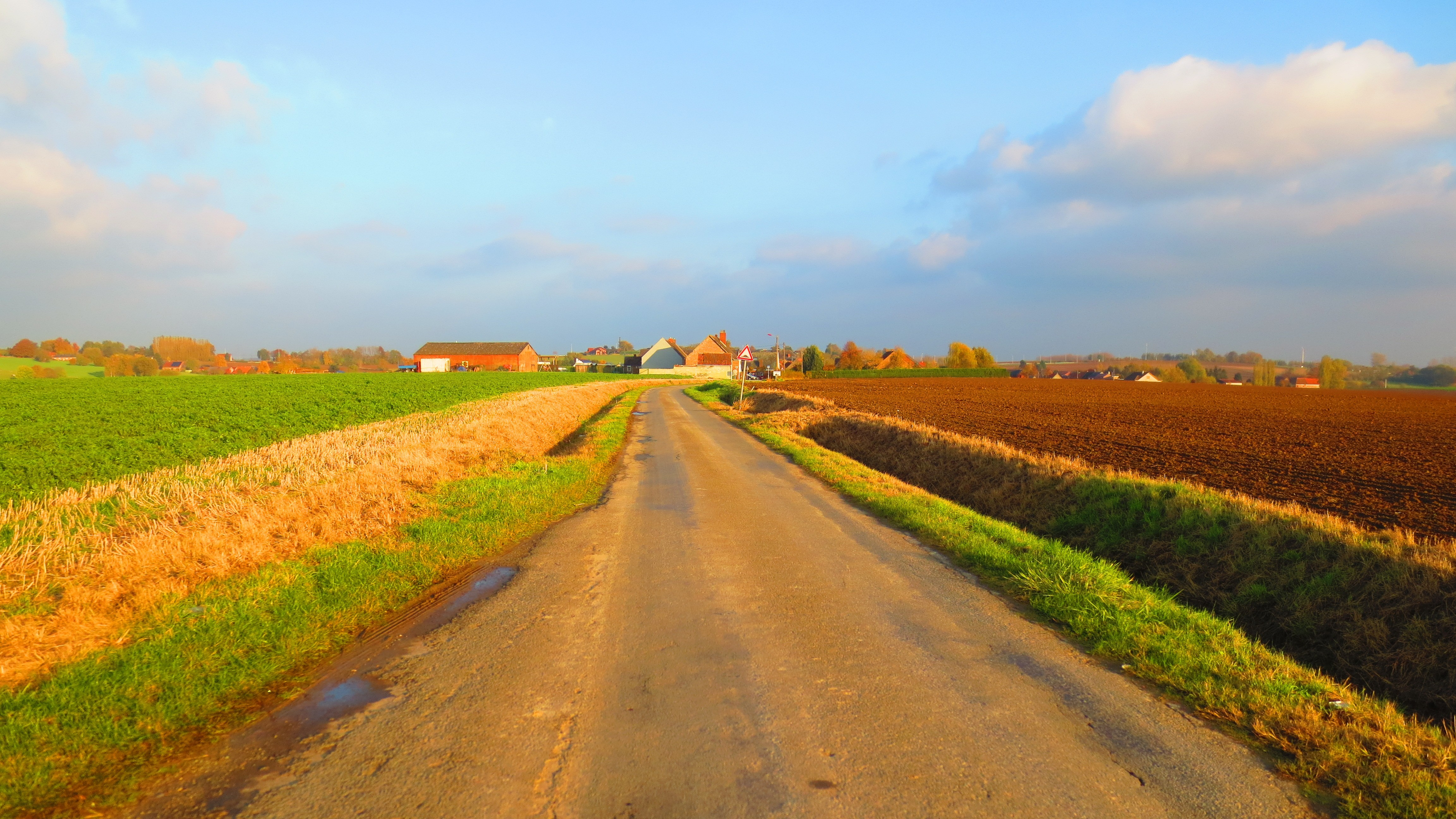
La campagne.
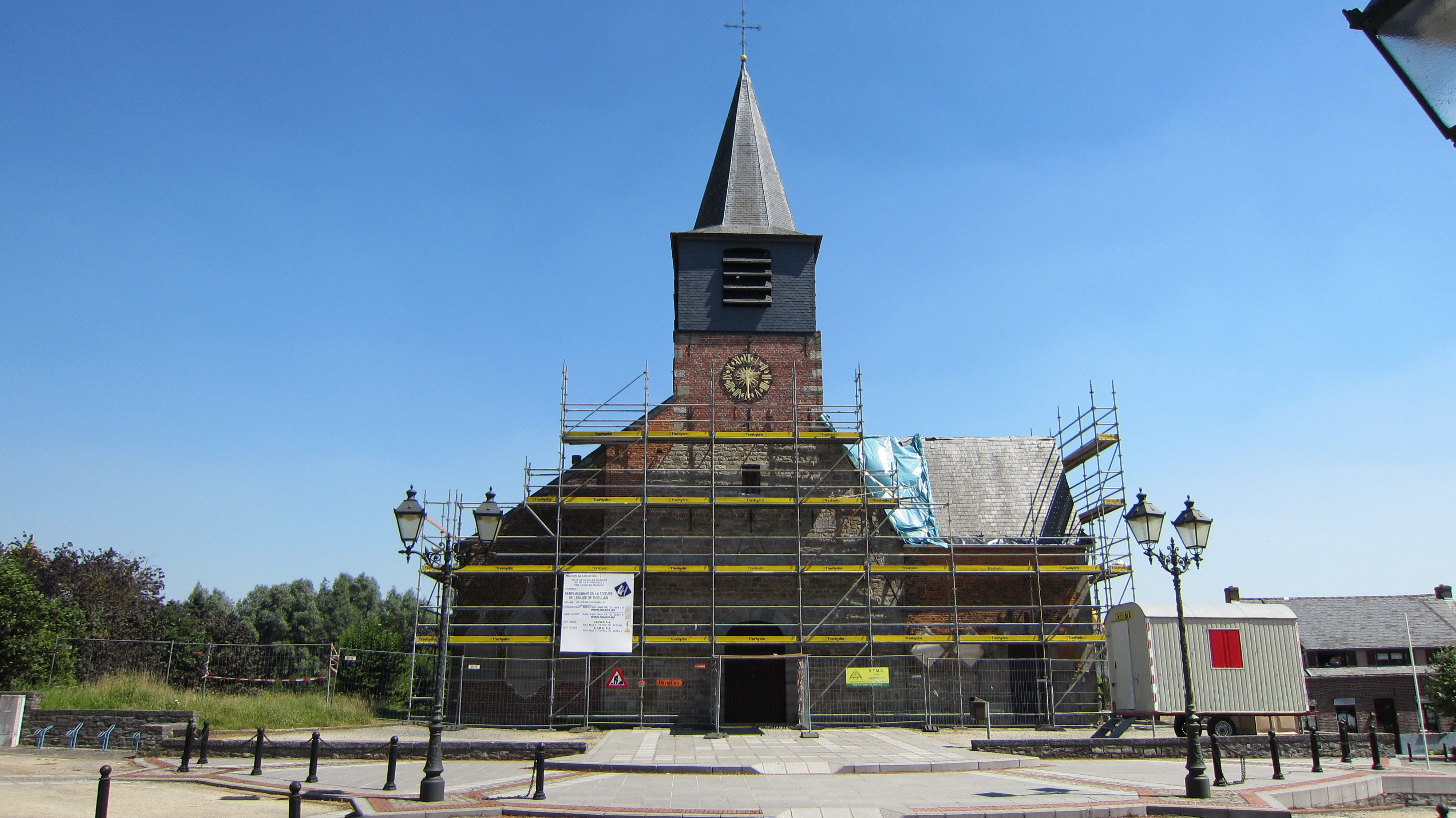
Les travaux de l'église.
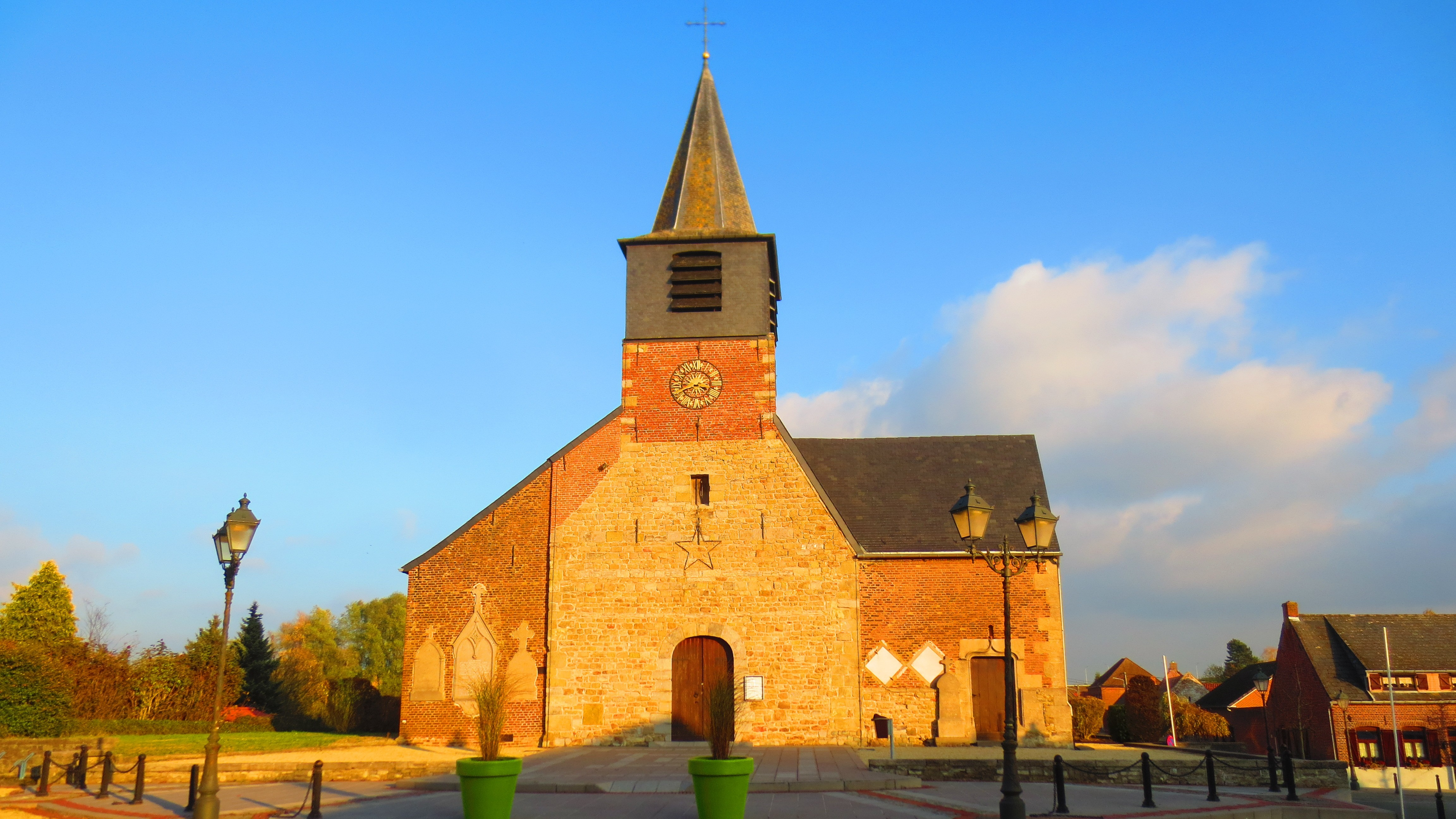
Eglise.
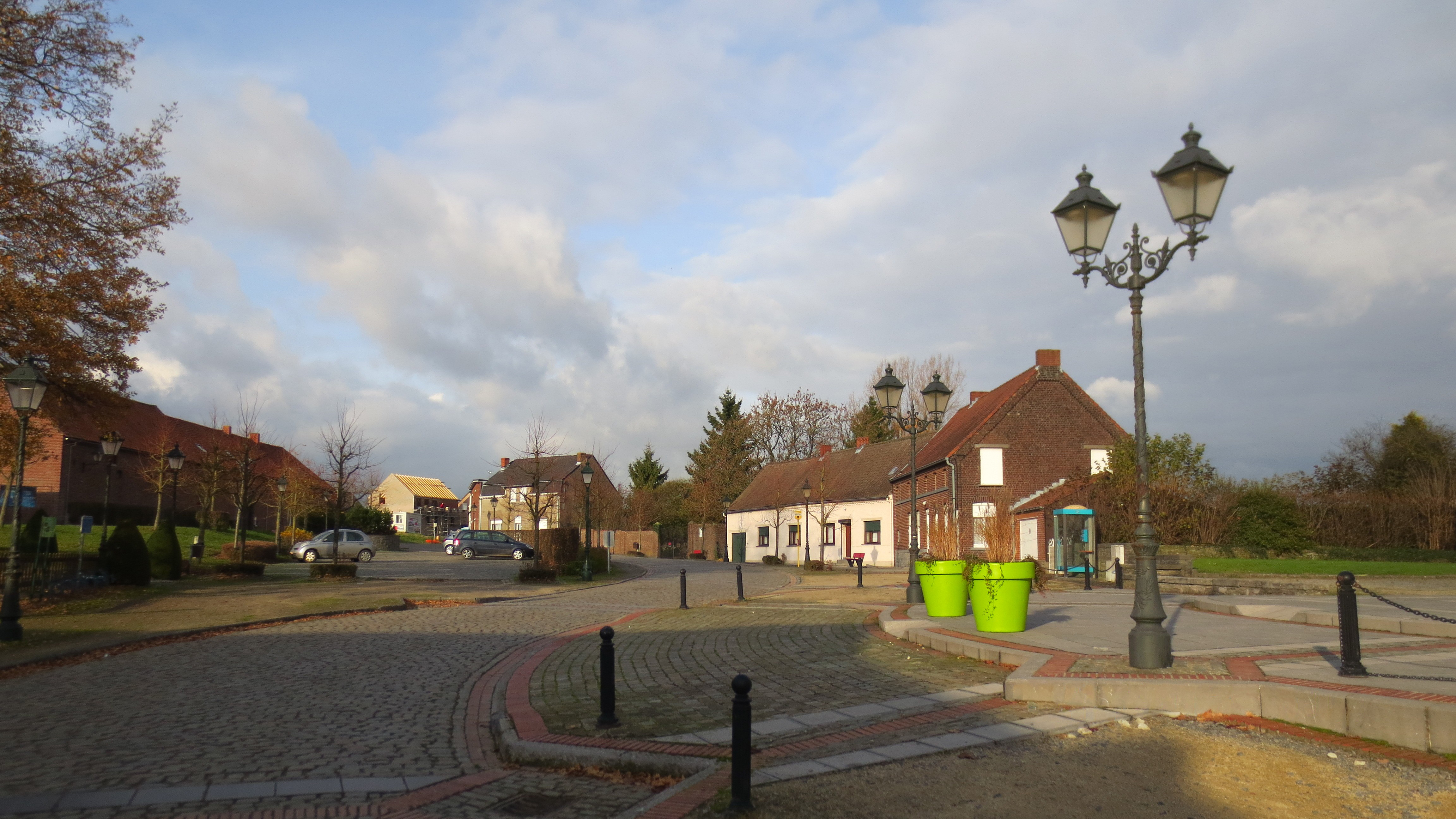
Place.

## Sport et vie associative

### Sport

#### Balle pelote
L'équipe de balle pelote de Thieulain est en première division nationale.